# Shaibu Yakubu
Shaibu Yakubu (* 11. November 1986 in Obuasi) ist ein ghanaischer Fußballspieler.
Ab 2001 spielte Yakubu für Goldfields Obuasi. 2007 gehörte er zum All-Star-Team in Ghana. 2008 wechselte er für ein Jahr zu Hacettepe SK nach Ankara in die Türkei, bevor er 2009 nach Istanbul zu Kartalspor wechselte. Nach einem Jahr bei Kartalspor, in dem er mit 14 Toren in 27 zu einem der erfolgreichsten Spieler der Zweitligasaison 2009/10 zählte, verließ er die Türkei und spielte der Reihe nach für OFI Kreta und Enosis Neon Paralimni.
Im Sommer 2013 kehrte Yakubu in die Türkei zurück und heuerte beim Zweitligisten 1461 Trabzon an.